# Campeonato Europeu Júnior de Natação de 1969
O Campeonato Europeu Júnior de Natação de 1969 foi a 2ª edição do evento organizado pela Liga Europeia de Natação (LEN). A competição foi realizada entre os dias 15 e 17 de agosto de 1969 em Viena na Áustria. Foi realizado um total de 22 provas, sendo 20 de natação e duas de saltos ornamentais. Teve como destaque a Alemanha Oriental com 22 medalhas no total.

## Participantes
- Natação: Nadadores que não tinham mais de 15 anos em 1969. Nascidos não antes de 1954.
- Saltos Ornamentais: Saltadores que não tinham mais de 16 anos em 1969. Nascidos não antes de 1953.

## Medalhistas

### Natação
Os resultados foram os seguintes. 
Masculino
| Evento          | Ouro                                   | Ouro    | Prata                                | Prata   | Bronze                             | Bronze  |
| 100 m Livre     | Espanha Jorge Comas                    | 55.6    | Hungria · Attila Császári            | 56.9    | Países Baixos · Roger Van Hamburg  | 57.5    |
| 400 m Livre     | Países Baixos · Roger Van Hamburg      | 4:24.7  | Hungria · Attila Császári            | 4:28.4  | Espanha Jorge Comas                | 4:28.5  |
| 1500 m Livre    | Países Baixos · Roger Van Hamburg      | 17:31.1 | Alemanha Oriental · Axel Fraudenberg | 18:03.3 | Alemanha Oriental · Lutz Pohl      | 18:10.0 |
| 100 m Costas    | Iugoslávia · Predrag Miloš             | 1:04.9  | Iugoslávia · Nenad Miloš             | 1:05.2  | França · Pierre Baehr              | 1:06.2  |
| 200 m Costas    | Itália · Massimo Nistri                | 2:19.0  | Iugoslávia · Predrag Miloš           | 2:20.2  | Iugoslávia · Nenad Miloš           | 2:23.3  |
| 100 m Peito     | União Soviética · Aleksandr Polyakov   | 1;12.0  | Espanha Pedro Balcells               | 1:12.5  | Alemanha Ocidental · Walter Kusch  | 1:12.9  |
| 200 m Peito     | Hungria · András Hargitay              | 2:38.2  | Alemanha Oriental · Heiner Pohl      | 2:38.7  | Espanha Pedro Balcells             | 2:40.1  |
| 100 m Borboleta | Alemanha Ocidental · Udo Lenarczyk     | 1:01.0  | Polónia · Piotr Dlucik               | 1:03.5  | Hungria · Attila Császári          | 1:03.8  |
| 200 m Borboleta | União Soviética · Vladimir Shestopalov | 2:18.2  | Alemanha Oriental · Harald Gampe     | 2:20.5  | Alemanha Ocidental · Dirk Stabenow | 2:25.4  |
| 200 m Medley    | Hungria · András Hargitay              | 2:21.5  | Espanha Jorge Comas                  | 2:23.4  | Alemanha Oriental · Dietmar Brandt | 2:24.4  |

Feminino
| Evento          | Ouro                                    | Ouro   | Prata                                  | Prata  | Bronze                                  | Bronze |
| 100 m Livre     | Alemanha Oriental · Gabriele Wetzko     | 1:00.1 | Hungria · Andrea Gyarmati              | 1:01.2 | Alemanha Oriental · Carola Schulze      | 1:03.6 |
| 400 m Livre     | Alemanha Oriental · Gabriele Wetzko     | 4:36.1 | Alemanha Oriental · Karin Neugebauer   | 4:40.4 | Itália · Novella Calligaris             | 4:42.2 |
| 800 m Livre     | Alemanha Oriental · Karin Neugebauer    | 9:30.8 | Itália · Novella Calligaris            | 9:36.9 | Alemanha Oriental · Andrea Eife         | 9:57.5 |
| 100 m Costas    | Hungria · Andrea Gyarmati               | 1:09.1 | Alemanha Oriental · Barbara Hofmeister | 1:09.4 | União Soviética · Tatiana Chumakova     | 1:11.5 |
| 200 m Costas    | Alemanha Oriental · Barbara Hofmeister  | 2:28.1 | União Soviética · Tatiana Chumakova    | 2:33.3 | Alemanha Oriental · Christine Hilger    | 2:34.1 |
| 100 m Peito     | União Soviética · Liubov Rusanova       | 1:19.1 | União Soviética · Nina Petrova         | 1:19.8 | Alemanha Oriental · Brigitte Schuchardt | 1:20.1 |
| 200 m Peito     | União Soviética · Liubov Rusanova       | 2:50.5 | União Soviética · Nina Petrova         | 2:50.7 | Alemanha Oriental · Brigitte Schuchardt | 2:53.1 |
| 100 m Borboleta | Hungria · Andrea Gyarmati               | 1:06.1 | Alemanha Oriental · Gabriele Wetzko    | 1:08.2 | Hungria · Zsuzsa Tóth                   | 1:09.6 |
| 200 m Borboleta | Alemanha Oriental · Evelyn Stolze       | 2:33.7 | Alemanha Oriental · Sylvia Eichner     | 2:36.8 | Alemanha Ocidental · Ursula römer       | 2:38.4 |
| 200 m Medley    | Alemanha Oriental · Brigitte Schuchardt | 2:32.3 | Alemanha Oriental · Evelyn Stolze      | 2:34.9 | União Soviética · Nina Petrova          | 2:36.8 |

### Saltos ornamentais
Masculino
| Evento                   | Ouro                              | Ouro   | Prata                    | Prata  | Bronze                              | Bronze |
| Trampolim 3 m individual | Alemanha Oriental · Hans Lieberum | 334.20 | Itália · Paolo Nicoletti | 292.29 | União Soviética · Valentin Kashenko | 282.81 |

Feminino
| Evento                   | Ouro                          | Ouro   | Prata                              | Prata  | Bronze                | Bronze |
| Trampolim 3 m individual | União Soviética · Alla Selina | 313.47 | União Soviética · Tatiana Shtyneva | 309.27 | Suécia · Ulrika Knape | 306.45 |

## Quadro de medalhas
| Ordem | País               | Medalha de ouro | Medalha de prata | Medalha de bronze | Total |
| ----- | ------------------ | --------------- | ---------------- | ----------------- | ----- |
| 1     | Alemanha Oriental  | 7               | 8                | 7                 | 22    |
| 2     | União Soviética    | 5               | 4                | 3                 | 12    |
| 3     | Hungria            | 4               | 3                | 2                 | 9     |
| 4     | Países Baixos      | 2               | 0                | 1                 | 3     |
| 5     | Espanha            | 1               | 2                | 2                 | 5     |
| 6     | Iugoslávia         | 1               | 2                | 1                 | 4     |
| 6     | Itália             | 1               | 2                | 1                 | 4     |
| 8     | Alemanha Ocidental | 1               | 0                | 3                 | 4     |
| 9     | Polónia            | 0               | 1                | 0                 | 1     |
| 10    | Suécia             | 0               | 0                | 1                 | 1     |
| 10    | França             | 0               | 0                | 1                 | 1     |
| Total | Total              | 22              | 22               | 22                | 66    |

Legenda
| Recorde mundial       | Recorde mundial (World record)               |                       | Recorde africano                      | Recorde africano (African) |                                           | Q | Classificado por posição (Qualified) |
| Recorde do campeonato | Recorde do campeonato (Championship record)  | Recorde da América    | Recorde da América (Americas)         | q                          | Classificado por melhor tempo (Qualified) |   |                                      |
| Melhor marca do ano   | Melhor marca do ano (World leading)          | Recorde asiático      | Recorde asiático (Asian)              | DNS                        | Não largou (Did not start)                |   |                                      |
| Recorde nacional      | Recorde nacional (National record)           | Recorde europeu       | Recorde europeu (European)            | DNF                        | Não terminou (Did not finish)             |   |                                      |
| Recorde pessoal       | Recorde pessoal do atleta (Personal best)    | Recorde da Oceania    | Recorde da Oceania (Oceania)          | DSQ / DQ                   | Desclassificado (Disqualified)            |   |                                      |
| Recorde da temporada  | Recorde da temporada do atleta (Season best) | Recorde sul-americano | Recorde sul-americano (South America) | NM                         | Sem marca (No mark)                       |   |                                      |